# Olivier Arnould
 (mars 2025).
Motif : Juste deux sources
- Archive Wikiwix
- Bing
- Cairn
- DuckDuckGo
- E. Universalis
- Gallica
- Google
- G. Books
- G. News
- G. Scholar
- Persée
- Qwant
- (zh) Baidu
- (ru) Yandex
- (wd) trouver des œuvres sur Wikidata

| 1. | Préciser le motif de la pose du bandeau. | Précisez le motif de la pose du bandeau en utilisant la syntaxe suivante : {{admissibilité à vérifier\|date=mars 2025\|motif=remplacez ce texte par le motif}}                       |
| 2. | Informer les utilisateurs concernés.     | Pensez à avertir le créateur de l'article, par exemple, en insérant le code ci-dessous sur sa page de discussion : {{subst:avertissement admissibilité à vérifier\|Olivier Arnould}} |

Pour les articles homonymes, voir Arnould.
Olivier Arnould né le 2 septembre 1974 à Namur est un animateur de radio belge. Il est également voix off et Youtubeur.

## Biographie
Après avoir commencé sa carrière professionnelle chez The Phone House où il était chargé de l'ouverture des nouvelles implantations, Olivier Arnould débute en radio sur NRJ Belgique le 27 juin 1999. Il anime "La Morning Family", le morning show de la station, durant la saison 2000/2001 avant de rejoindre l'équipe de Radio Contact (Radio H) en octobre 2001. Olivier Arnould y occupe le poste d'animateur, puis celui de créatif en développant de nouveaux concours en étroite collaboration avec les maisons de disques, les annonceurs et IP, la régie publicitaire de Radio Contact.
Le 16 mars 2010, parallèlement à ses activités de créatif et d'animateur, Olivier Arnould devient responsable d'antenne au sein de Radio Contact. Il gère l'équipe d'animation et s'occupe du recrutement et de la formation des nouveaux animateurs. 
En juillet 2011, il devient directeur d'antenne de Radio Contact.
Le 25 août 2014, Olivier Arnould succède à Pascal Degrez à la co-animation (avec Maria Del Rio) de l'émission matinale Le Good Morning,.  
Parallèlement à ses activités chez RTL Belgium/Radio Contact, Olivier Arnould prête sa voix pour des pubs, promos, documentaires et émissions à la radio et à la télévision.
Olivier Arnould est également un youtubeur actif dans le domaine de la voiture électrique au travers de sa chaîne Charging Station (www.youtube.com/c/chargingstation).